# Očkov
Očkov (ungarisch Ocskó) ist eine Gemeinde im Westen der Slowakei mit 493 Einwohnern (Stand 31. Dezember 2024), die zum Okres Nové Mesto nad Váhom, einem Teil des Trenčiansky kraj, gehört.

## Geographie
Die Gemeinde befindet sich im Norden des Hügellands Trnavská pahorkatina am Fuße der Kleinen Karpaten unweit des Flüsschens Dudváh (hier Horný Dudváh genannt). Das Ortszentrum liegt auf einer Höhe von 169 m n.m. und ist 13 Kilometer von Piešťany sowie 14 Kilometer von Nové Mesto nad Váhom entfernt.
Nachbargemeinden sind Podolie im Norden, Pobedim im Osten, Ostrov im Süden und Šípkové im Westen.

## Geschichte

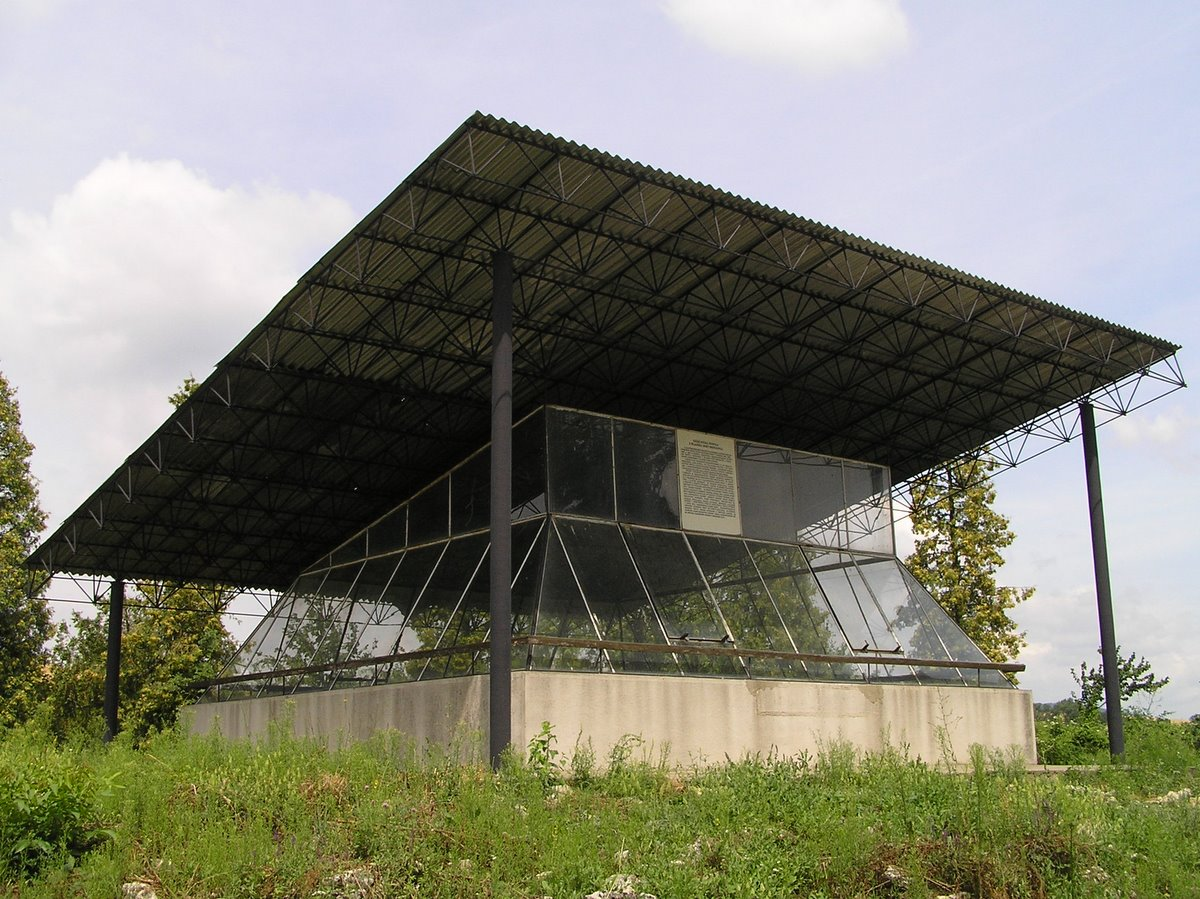
Fürstengrab bei Očkov

Auf dem heutigen Gemeindegebiet gab es eine Siedlung der Aunjetitzer Kultur aus der älteren Bronzezeit. Bedeutend sind ein Fürstengrab aus der Jungbronzezeit sowie eine barbarische Grabstätte gleich nebenan auf dem Weg nach Podolie. 
Der direkte Vorgänger des heutigen Ortes war eine slawische Siedlung im 10. und 11. Jahrhundert. Očkov selbst wurde zum ersten Mal als Wchkou schriftlich erwähnt und war Besitz des Geschlechts Ocskay, das den Namen des Ortes trägt. 1709 wurde das Dorf von einem kaiserlichen Heer zerstört, 1715 hatte es Weingärten und 14 Haushalte. Im 18. Jahrhundert war ein Teil von Očkov Besitz des Herrschaftsguts von Čachtice. 1828 zählte man 54 Häuser und 372 Einwohner, deren Haupteinnahmequellen Landwirtschaft und Weinbau waren.
Bis 1918 gehörte der im Komitat Neutra liegende Ort zum Königreich Ungarn und kam danach zur Tschechoslowakei beziehungsweise heute Slowakei.

## Bevölkerung
| Jahr                | 1994 | 2004    | 2014    | 2024    |
| ------------------- | ---- | ------- | ------- | ------- |
| Anzahl der Personen | 428  | 448     | 488     | 493     |
| Unterschied         |      | +4,67 % | +8,92 % | +1,02 % |

| Jahr                | 2023 | 2024    |
| ------------------- | ---- | ------- |
| Anzahl der Personen | 484  | 493     |
| Unterschied         |      | +1,85 % |

Nach der Volkszählung 2011 wohnten in Očkov 463 Einwohner, davon 437 Slowaken, 2 Magyaren und 1 Pole. 1 Einwohner gab eine andere Ethnie an und 22 Einwohner machten keine Angabe zur Ethnie.
416 Einwohner bekannten sich zur römisch-katholischen Kirche, 10 Einwohner zur Evangelischen Kirche A. B., 2 Einwohner zur griechisch-katholischen Kirche und 1 Einwohner zu den Mormonen; 1 Einwohner gab eine andere Konfession an. 9 Einwohner waren konfessionslos und bei 24 Einwohnern wurde die Konfession nicht ermittelt.

## Bauwerke
- Mariensäule im Barockstil aus dem Jahr 1749
- Kyrill-und-Method-Kapelle im neoklassizistischen Stil aus dem Jahr 1881